# Jan Saugmann
Jan Saugmann (ur. 30 czerwca 1967 w Hillerød) – duński żeglarz sportowy.

## Wyniki

### Klasa 5O5
Tabela zawiera tylko wybrane regaty.
| Rok  | Kraj      | Miejsce           | Miejsce regat  | Wynik  | Regaty                                        | Punkty | Startujących |
| ---- | --------- | ----------------- | -------------- | ------ | --------------------------------------------- | ------ | ------------ |
| 1998 | Dania     |                   |                | srebro | Mistrzostwa Skandynawii                       | 25     | 26           |
| 1998 | Dania     |                   | jezioro Esrum  | brąz   | Mistrzostwa Danii                             | 11     | 15           |
| 1998 | Szwecja   | Åhus              |                | srebro | Mistrzostwa Szwecji                           | 6      | 11           |
| 1999 | Dania     | Hornbæk           |                | złoto  | Mistrzostwa Skandynawii                       | 13     | 20           |
| 2000 | Francja   | Cavalaire-sur-Mer |                | złoto  | Regaty cyklu pucharu Europy                   |        | 73           |
| 2000 | Dania     | Aarhus            |                | srebro | Mistrzostwa Danii                             | 10     | 15           |
| 2002 | Dania     | Landskrona        |                | srebro | Regay cyklu pucharu Danii                     | 10     | 16           |
| 2002 | Dania     | Hellerup          |                | srebro | Mistrzostwa Danii                             | 10     | 18           |
| 2002 | Dania     |                   |                | złoto  | Mistrzostwa Nordyckie                         | 6      | 10           |
| 2002 | Szwecja   | Borstahusens      |                | srebro | Mistrzostwa Szwecji                           | 10     | 19           |
| 2004 | Chorwacja |                   |                | srebro | Mistrzostwa Europy                            |        | 56           |
| 2007 | Australia | Seacliff          |                | złoto  | Mistrzostwa Świata                            | 24     | 92           |
| 2007 | Polska    | Sopot             | Zatoka Gdańska | srebro | Mistrzostwa Europy                            | 18     | 53           |
| 2009 | Niemcy    |                   |                | srebro | Mistrzostwa Europy                            | 16     | 100          |
| 2010 | Włochy    | Garda             | Lago di Garda  | brąz   | Regaty cyklu Puchar Europy                    | 27     | 59           |
| 2010 | Niemcy    | Kilonia           |                | srebro | Regaty cyklu Puchar Europy                    | 20     | 56           |
| 2010 | Szwecja   | Torslanda         |                | srebro | Mistrzostwa Szwecji                           | 11     | 18           |
| 2012 | Francja   |                   |                | złoto  | Mistrzostwa Świata                            | 34     | 188          |
| 2012 | Szwecja   | Halmstad          |                | srebro | Mistrzostwa Szwecji i Mistrzostwa Nordyckie   | 7      | 24           |
| 2014 | Niemcy    | Kilonia           |                | srebro | Regaty cyklu Puchar Europy                    | 31     | 62           |
| 2014 | Finlandia |                   |                | złoto  | Mistrzostwa Finlandii i Mistrzostwa Nordyckie | 7      | 22           |
| 2015 | Szwecja   | Varberg           |                | brąz   | Mistrzostwa Europy                            |        | 101          |
| 2015 | Polska    | Puck              | zatoka Pucka   | złoto  | Mistrzostwa Polski                            | 9      | 23           |
| 2018 | Dania     | Sønderborg        |                | brąz   | Mistrzostwa Danii                             | 28     | 21           |
| 2018 | Australia |                   |                | srebro | Mistrzostwa Australii                         | 22     | 40           |